# Asia Network Television
Asia Network Television is een Irakees satelliettelevisiekanaal, dat uitzendt vanuit de hoofdstad Bagdad. Het kanaal werd gelanceerd in 2012.